# Rio Haloşul Mare
O Rio Haloşul Mare é um rio da Romênia, afluente do Caşin, localizado no distrito de Bacău.